# Jaz Coleman
Jeremy Coleman, detto Jaz (Cheltenham, 26 febbraio 1960), è un cantante, musicista e compositore britannico.

## Biografia
Nato in Inghilterra, ha studiato in Egitto. Nel 1978, dopo essersi trasferito a Londra, ha fondato il gruppo musicale post-punk Killing Joke insieme al batterista Paul Ferguson. In seguito si sono aggiunti al gruppo Martin "Youth" Glover (basso) e Geordie Walker (chitarra). I Killing Joke hanno debuttato nel 1979 e si sono fatti conoscere anche nei generi industrial metal e gothic rock, creando un suono personale che influenzerà moto l'evoluzione di questi generi e la musica successiva.
Nel 1982 si è spostato in Islanda e ha lavorato con alcuni gruppi locali.
Nel 1995 Coleman ha registrato un album di symphonic rock, Us and Them: Symphonic Pink Floyd, ispirato ai Pink Floyd. A questo disco ha fatto seguito nel 1997 Kashmir: Symphonic Led Zeppelin, in cui invece vengono reinterpretati i Led Zeppelin. Entrambi gli album sono stati registrati con la London Philharmonic Orchestra.
Ha anche realizzato album dedicati ai Rolling Stones e ai Doors. Ha lavorato come autore e produttore per gli Oceania.
Nel 2002 ha lavorato per la Royal Opera House con alcune composizioni di musica classica.
Ha lavorato anche con Anne Dudley (Art of Noise).